# Zlatko Zahovič
Zlatko Zahovič (Maribor, Jugoslávia, 1 de Fevereiro de 1971) é um ex-futebolista profissional esloveno, que atuava como meia-atacante.
Zahovic é conhecido por notável passagem na Liga Portuguesa, no FC Porto e SL Benfica. E pela Seleção Eslovena de Futebol é considerado o melhor jogador até então, responsável pelas primeiras participações da nação na Euro 2000, e na Copa do Mundo de 2002. Ele detém o recorde de maior artilheiro do selecionado nacional com 35 gols marcados.

## Carreira

### Maribor
Começou a sua carreira nas camadas jovens do Kovinar Maribor. Em 1989 foi bastante elogiado por um conhecido jogador jugoslavo Milko Đurovski, que na altura estava a prestar serviço militar em Maribor.

### Valencia
Na época de 2001, a equipe do Valencia CF estava presente na Liga dos Campeões da UEFA, era uma equipe forte e que estava habituada a chegar longe na competição, tendo chegado à final desse ano frente ao Bayern de Munique, que os espanhois perderam nas grandes penalidades. Zahovič foi um dos que erraram a penalidade, ou melhor, o goleiro alemão Oliver Kahn fez uma grande defesa a um remate muito bem colocado.

## Seleção Eslovena
A sua estreia na seleção eslovena foi em 7 de Novembro de 1992, numa partida frente ao Chipre. A Eslovénia qualificou-se para a Euro 2000 da Bélgica e Holanda, onde o jogador fez uma boa campanha, onde marcou 3 dos 4 gols da sua seleção.
Qualificou-se igualmente para o Mundial de 2002, na Coreia e Japão, mas Zahovič tinha uma relação um pouco difícil com o treinador Srečko Katanec, sendo mandado para casa logo após jogo frente à Espanha. Katanec despediu-se da seleção após o mundial, e Zahovič regressou ao time. Jogou a que seria sua última partida em 28 de Abril de 2004, contra a Suíça.
No total jogou 80 partidas, o que é um recorde nacional, e marcou 35 gols, que é igualmente um recorde, o que o torna o jogador com mais sucesso do futebol esloveno desde a sua independência em 1991 e sua inclusão da sua Associação Nacional de Futebol na FIFA em 1992. É considerado o melhor jogador que a Eslovênia já criou

## Polêmica
Zahovič também ficou famoso pelas sua polêmicas, entre elas a mais falada com Srečko Katanec. Quando estava na Grécia a serviço do Olympiacos, teve uma discussão com o treinador e acabou por deixar o clube antes da temporada acabar. Teve igualmente uma discussão com o treinador do Valência, Héctor Cúper acusando-o de não dar oportunidades suficientes para demonstrar o seu valor. De novo foi novamente transferido para o Benfica, que igualmente deixou a meio da temporada de 2004/2005, acabando a sua carreira pouco tempo depois.

## Títulos
- FC Porto
  - 3 Campeonatos Portugueses: 1996-97, 1997-98, 1998-99
  - 1 Taça de Portugal: 1997-98
  - 2 Supertaça Cândido de Oliveira: 1997-98, 1998-99
- Benfica
  - 1 Campeonato Português: 2004-05
  - 1 Taça de Portugal: 2003-04
- Olimpiacos
  - 1 Campeonato Grego: 1999-00
- Valência
  - Finalista Vencido da Liga dos Campeões da UEFA: 2000-01